# Jacek Morajko
Jacek Tadeusz Morajko (Opole, 26 april 1981) is een Pools wielrenner die sinds 2019 actief is als ploegleider bij Voster ATS Team.

## Carrière
Morajko maakte zijn debuut bij de professionals in 2003. In 2010 werd hij kampioen van Polen, nadat hij in 2007 al eens tweede was geworden in die wedstrijd. In 2010 won Morajko ook de Koers van de Olympische Solidariteit en de Ronde van Małopolska.
In 2012 stapte Morajko over van CCC Polsat Polkowice naar de Nederlandse UCI World Tour-ploeg Vacansoleil-DCM. Na een jaar keerde hij echter alweer terug naar CCC Polsat Polkowice.

## Belangrijkste overwinningen
2006
Grote Prijs Área Metropolitana
2009
2e etappe Szlakiem Grodów Piastowskich
2010
Eindklassement Ronde van Małopolska
 Pools kampioen op de weg, Elite
4e en 5e etappe Koers van de Olympische Solidariteit
Eindklassement Koers van de Olympische Solidariteit
2011
Beker van de Subkarpaten
2014
5e etappe Koers van de Olympische Solidariteit
3e etappe deel A Sibiu Cycling Tour (ploegentijdrit)
1e etappe Ronde van Mazovië (ploegentijdrit)
2017
Bergklassement Ronde van Oost-Bohemen

## Resultaten in voornaamste wedstrijden
| Jaar |  | WK op de weg |
| ---- |  | ------------ |
| 2007 |  | opgave       |
| 2008 |  |              |
| 2009 |  | opgave       |
| 2010 |  |              |
| 2011 |  |              |
| 2012 |  | 102e         |

## Ploegen
- 2003 –  Antarte-Paredes Rota dos Móveis
- 2004 –  Antarte-Rota dos Móveis
- 2005 –  Carvalhelhos-Boavista
- 2006 –  Carvalhelhos-Boavista
- 2007 –  Riberalves-Boavista
- 2008 –  Madeinox Boavista
- 2009 –  Mróz Continental Team
- 2010 –  Mróz Active Jet
- 2011 –  CCC Polsat Polkowice
- 2012 –  Vacansoleil-DCM Pro Cycling Team
- 2013 –  CCC Polsat Polkowice
- 2014 –  CCC Polsat Polkowice
- 2015 –  Wibatech Fuji
- 2016 –  Wibatech Fuji
- 2017 –  Wibatech 7R Fuji
- 2018 –  Wibatech Merx 7R

Wielerploegen van Jacek Morajko
Boeckmans ·
Carrara · 
De Gendt · 
Denifl ·
Devolder · 
Feillu · 
Hoogerland ·
van Hummel ·
Keizer ·
Lagoetin ·
Larsson · 
Leukemans ·
Ligthart ·
Lindeman ·
Marcato ·
Marczyński ·
Markus ·
Mol · 
Morajko · 
Mortensen ·
Novikov ·
Pavarin ·
Poels ·
Ruijgh ·
Selvaggi · 
Valls · 
Van Impe ·
Veuchelen · 
Westra ·
Hamelink (stagiair) ·
Kreder (stagiair) · 
Lammertink (stagiair) · 
Wauters (stagiair)
Banaszek · Bogusławski · Honkisz · Janiszewski · Kistowski · Marycz · Morajko · Paterski · Roithmeier · Rutkiewicz · Stępniak · Sykała · Warchoł